# Mesa do Resolute

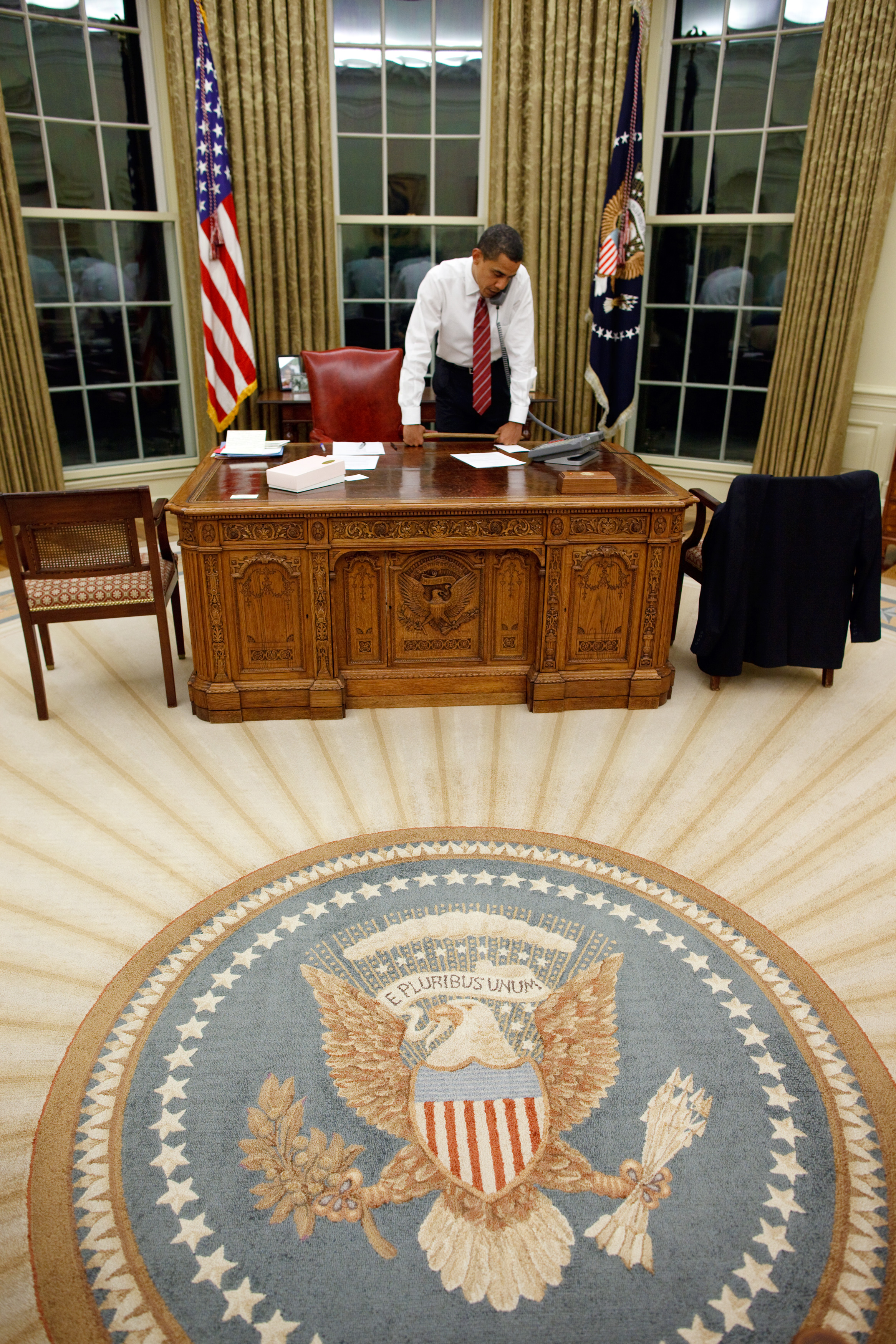
Barack Obama na secretária Resolute.

A secretária Resolute (em inglês:  Resolute desk) é a mesa utilizada pelo Presidente dos Estados Unidos disposta no Salão Oval da Casa Branca. Esta mesa do século XIX foi um presente da Rainha Vitória para o presidente Rutherford B. Hayes em 1880 e foi confeccionada com partes da fragata britânica HMS Resolute.
Todos os presidentes norte-americanos usaram esta mesa, exceto Lyndon Johnson, Richard Nixon e Gerald Ford. Durante o governo de George H. W. Bush a Mesa do Resolute foi mudada para a Sala do Tratado e trazida de volta para o Salão Oval por Bill Clinton.

## História
O HMS Resolute era parte de uma esquadra de navios comandados por Edward Belcher durante a década de 1850, cuja missão era encontrar possíveis sobreviventes da tripulação de John Franklin que procurara a Passagem do Noroeste. O Resolute e mais outros seis navios ficaram presos no gelo durante duas temporadas inteiras. Durante o segundo verão, o comandante da expedição ordenou que as tripulações de dois navios retornassem a Inglaterra.
Após o seu regresso, Edward Belcher foi acusado de abandonar um navio em perfeitas condições. Como o Resolute se soltou do gelo no verão, foi encontrado por um baleeiro norte-americano e rebocado. Após o resgate do Resolute, o Congresso dos Estados Unidos comprou o navio por 40 mil dólares e o reformou. O navio reformado foi entregue a Rainha Vitória em 17 de dezembro de 1856 como símbolo de paz entre as duas nações. O Resolute ainda serviu a Marinha Britânica por mais 23 anos.
Quando o navio foi aposentado e desmontado em 1879, o governo britânico confeccionou uma mesa grande a partir do que sobrou do navio. A mesa foi feita por William Evenden, um marceneiro de trabalhadores qualificados da Real Marinha Britânica, e dada ao presidente Rutherford Hayes em 23 de novembro de 1880.
A mesa foi colocada na Sala Oval Amarela e mais tarde foi colocada no Salão Oval em 1961 pelo presidente John F. Kennedy.
A Mesa do Resolute permanece no Salão Oval e foi utilizada consecutivamente pelos presidentes Bill Clinton, George W. Bush, Barack Obama, Donald Trump (atual presidente estadunidense) e Joe Biden.